# Von Weikersheim

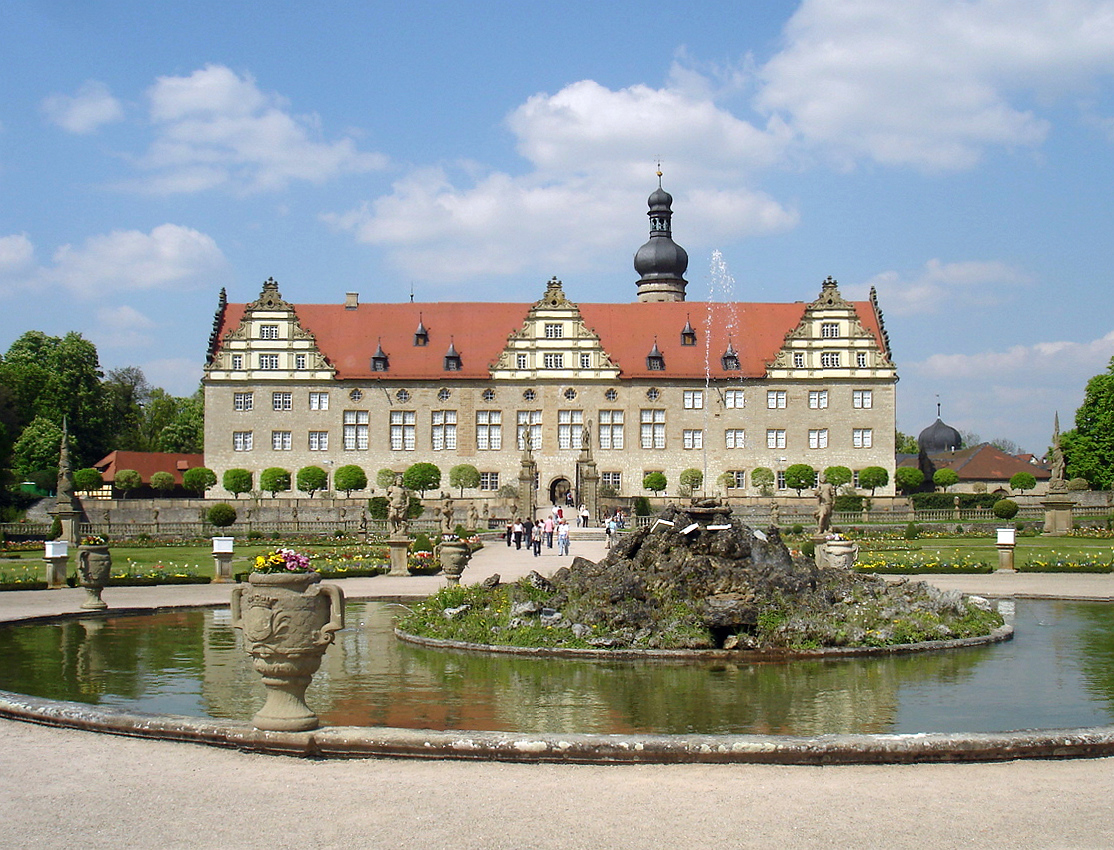
Schloss Weikersheim

Von Weikersheim is een vorstelijk geslacht waarvan leden sinds 1862 tot de Duitse adel behoren.

## Geschiedenis
Karl 5e Fürst zu Hohenlohe-Langenburg (1829-1907) trouwde in 1861 morganatisch met Marie Grathwohl (1837-1901) en deed vanwege dit huwelijk afstand van de vorstentitel. Zijn echtgenote werd in 1862 verheven in de Württembergse adel met het predicaat en de naam von Bronn, in 1890 gevolgd door verheffing in de Freiherrenstand voor haar en haar kinderen. In 1891 volgde verheffing tot Oostenrijks Freiherr. Bij besluit van 21 juni 1911 vond verheffing plaats tot Oostenrijks Fürst von Weikersheim en het predicaat Doorluchtigheid bij eerstgeboorte; de anderen dragen de titel van Graf/Gräfin von Weikersheim. Het geslacht stierf in 1983 met de 2e Fürst in mannelijke lijn uit.

## Enkele telgen
Carl 1e Fürst von Weikersheim (1862-1952), veldmaarschalk; trouwde in 1899 met Marie Gräfin Czernin von Chudenitz (1879-1963)
- Carl Graf von Weikersheim (1900-1945), deed afstand van zijn rechten op de vorstentitel in 1925
- Franz 2e Fürst von Weikersheim (1904-1983), bankier; trouwde in 1936 met Irma Prinzessin zu Windisch-Graetz (1913-1984)
  - Cecilia Gräfin von Weikersheim (1937-1919), laatste van het geslacht; trouwde in 1960 met Alexander Dundas McEwan (1936), directeur en afstammend van de baronets McEwan of Marchmont and Bardrochat
- Aloysia Gräfin von Weikersheim (1906-1988); trouwde in 1938 met Rudolf Hofmüller (1898-1976), schrijver en dramaturg